# أندريه بودرياس
أندريه بودرياس (بالفرنسية: André Boudrias)‏‏ (19 سبتمبر 1943 في مونتريال - 5 فبراير 2019 في كولومبيا البريطانية) لاعب هوكي الجليد من كندا.

## الجوائز
- كأس ستانلي

## روابط خارجية
- أندريه بودرياس على موقع دوري الهوكي الوطني (الإنجليزية)
- أندريه بودرياس على موقع EliteProspects.com (الإنجليزية)
- أندريه بودرياس على موقع HockeyDB.com (الإنجليزية)
- أندريه بودرياس على موقع Hockey-Reference.com (الإنجليزية)